# Bụi Hồng ngàn tuổi

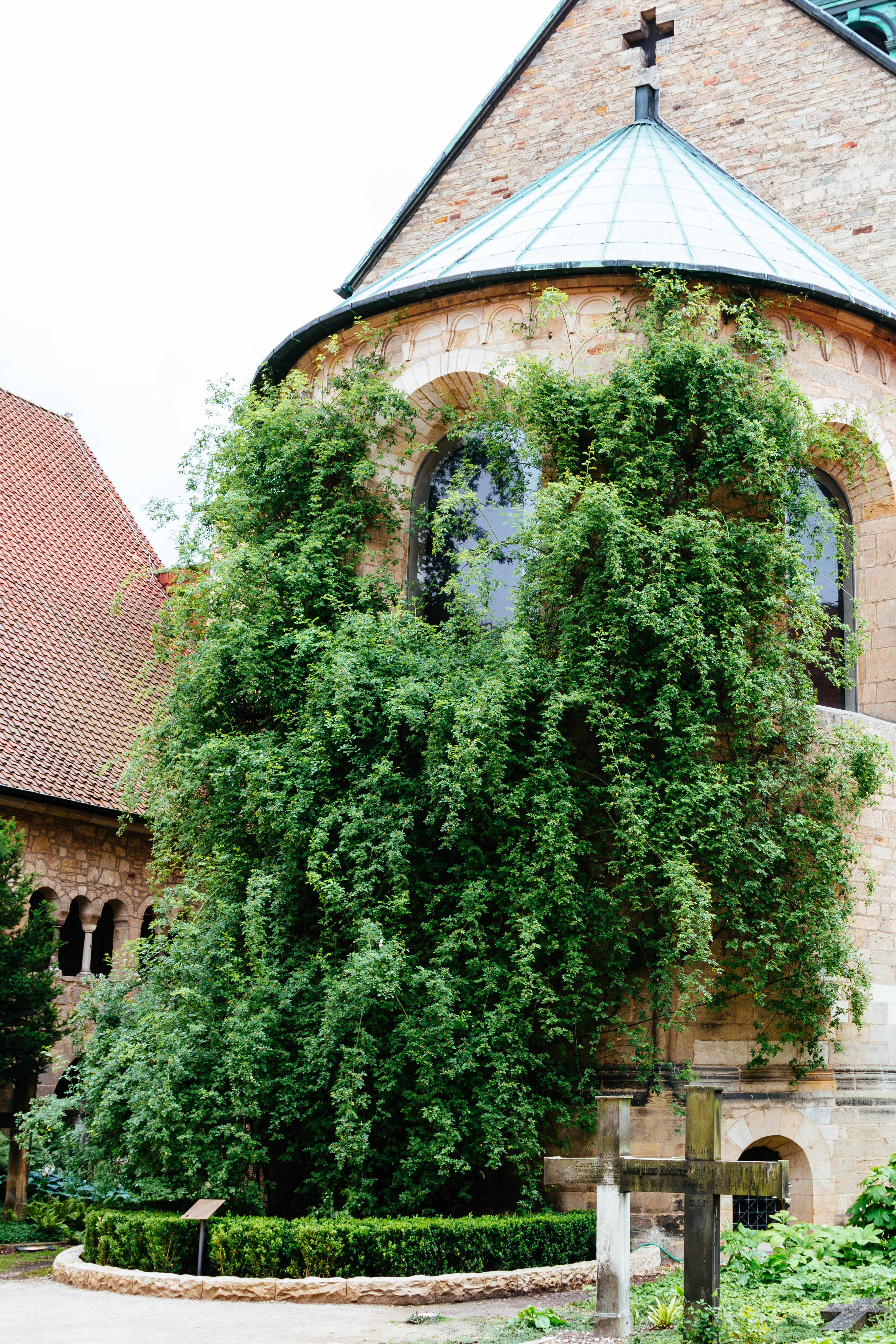
Bụi Hồng ngàn tuổi (Tháng 6 2016)

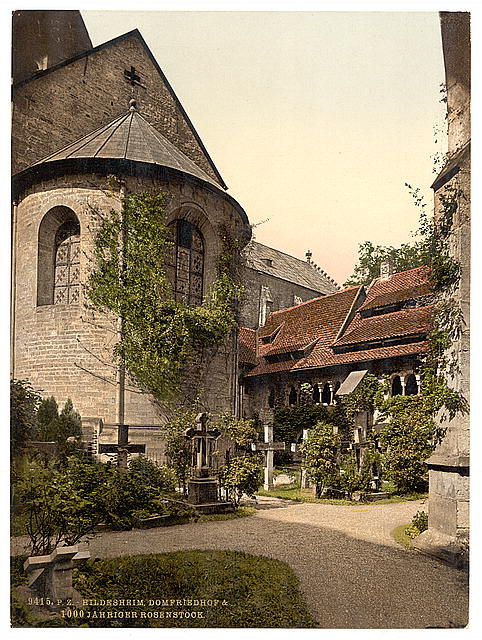
Bụi Hồng ngàn tuổi (khoảng 1900)

Bụi Hồng nghìn tuổi ở Hildesheim là một cây hồng leo tầm xuân trong nghĩa trang của Hildesheimer Dom. Nó nằm mặt ngoài đường của bàn thờ chính Nhà thờ và là một biểu tượng của Thành phố Hildesheim.

## Ý nghĩa
Bụi Hồng nghìn tuổi có liên quan chặt chẽ đến sự thành lập nhà thờ Hildesheimer Dom, Giáo phận và Thành phố Hildesheim vào thế kỷ thứ 9 và được coi là một sự đảm bảo về cuộc sống ở nơi này. Trong một vụ đánh bom vào ngày 22 tháng 3 năm 1945 trong Thế chiến thứ hai, Bụi Hồng đã bị đốt cháy và nằm dưới đống đổ nát của nhà thờ. Nhưng chỉ tám tuần sau vụ tấn công, gốc rễ của Rosenstock đã tạo ra 25 chồi mới. Với điều này, phép lạ hoa hồng có một ý nghĩa mới, bởi vì nó chỉ là một huyền thoại sùng đạo có thể được truy nguyên từ thế kỷ 17.

## Huyền thoại phép màu hoa hồng

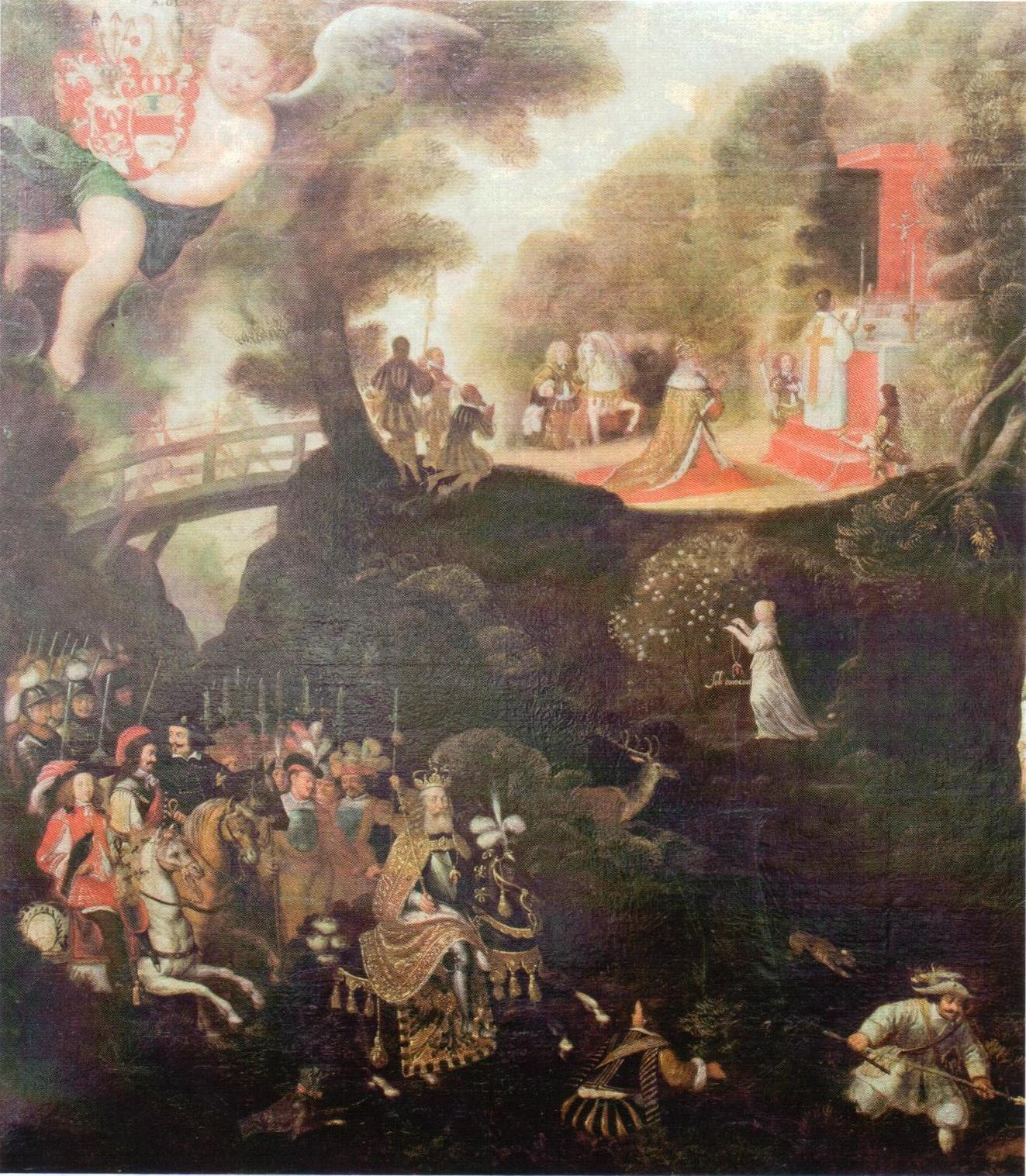
Họa sĩ vô danh (1652):Truyền thuyết sáng lập
Nhà thờ Hildesheim (Bản gốc trong Bảo tàng Nhà thờ Hildesheim))

Năm 815,  Ludwig der Frommetrong một chuyến đi đến cư ngụ tại một trang trại hoàng gia ở Aulica (Elze). Từ nới đó, ông đi săn bắn với một đoàn tùy tùng nhỏ. Đột nhiên, một con nai trắng xuất hiện trước mặt thợ săn. Ludwig đưa con ngựa của mình cho các bào tử và đi theo nó. Tuy nhiên, ông vì cố gắng quá, bất tỉnh và con nai trốn thoát. Ludwig kiệt sức dùng sừng săn bắn của mình để thông báo cho những người đồng hành săn bắn của mình về vị trí của ông ta, nhưng không nhận được câu trả lời. Cuối cùng, ông ta lấy thánh giá, mà ông luôn đeo trên ngực của mình, treo trên cành một bụi câyvà quỳ trước mặt nó để cầu nguyện. Rồi ông ngủ thiếp đi. Khi ông thức dậy một vài giờ sau đó, anh thấy chung quanh đó phủ đầy tuyết, trong khi mọi thứ khác đều xanh. Thánh giá của ông ta treo trong cành cây hoa hồng đang ra hoa. Khi anh ta muốn lấy nó, nó đã bị giữ chặt lại. Hoàng đế hứa sẽ xây dựng một nhà nguyện tại địa điểm này. Sau đó, anh nghe thấy tiếng còi. Đội của ông cuối cùng đã tìm thấy ông, và Hoàng đế đã tường thuật về phép lạ của Bụi Hoa hồng. Ludwig cuối cùng đã cho xây dựng một nhà thờ nhỏ tại địa điểm đó.Rồi nó phát triển thành Hildesheimer Mariendom, trên các bức tường của nó cây bụi hoa hồng vẫn đang phát triển.
Một phiên bản khác của huyền thoại kể về Hoàng đế Ludwig, người đã dựng lều của mình trên một ngọn đồi trong rừng để tham dự Thánh lễ, nơi mà các thánh vật của nhà nguyện hoàng gia cũng được mang theo. Sau khi trở về, giáo sĩ của Hoàng gia nhớ rằng anh ta đã bỏ quên các thánh vật trong rừng. Khi anh trở về nơi làm Thánh lễ, anh tìm thấy các thánh vật được treo trên một bụi hoa hồng, nhưng không thể lấy xuống. Hoàng đế giải thích điều này như một sự mặc khải về ý chí thiêng liêng và cho xây dựng một nhà nguyện để vinh danh Đức mẹ, đặt cây bụi hoa hồng lên tường công trình.

## Bụi Hồng ngàn tuổi

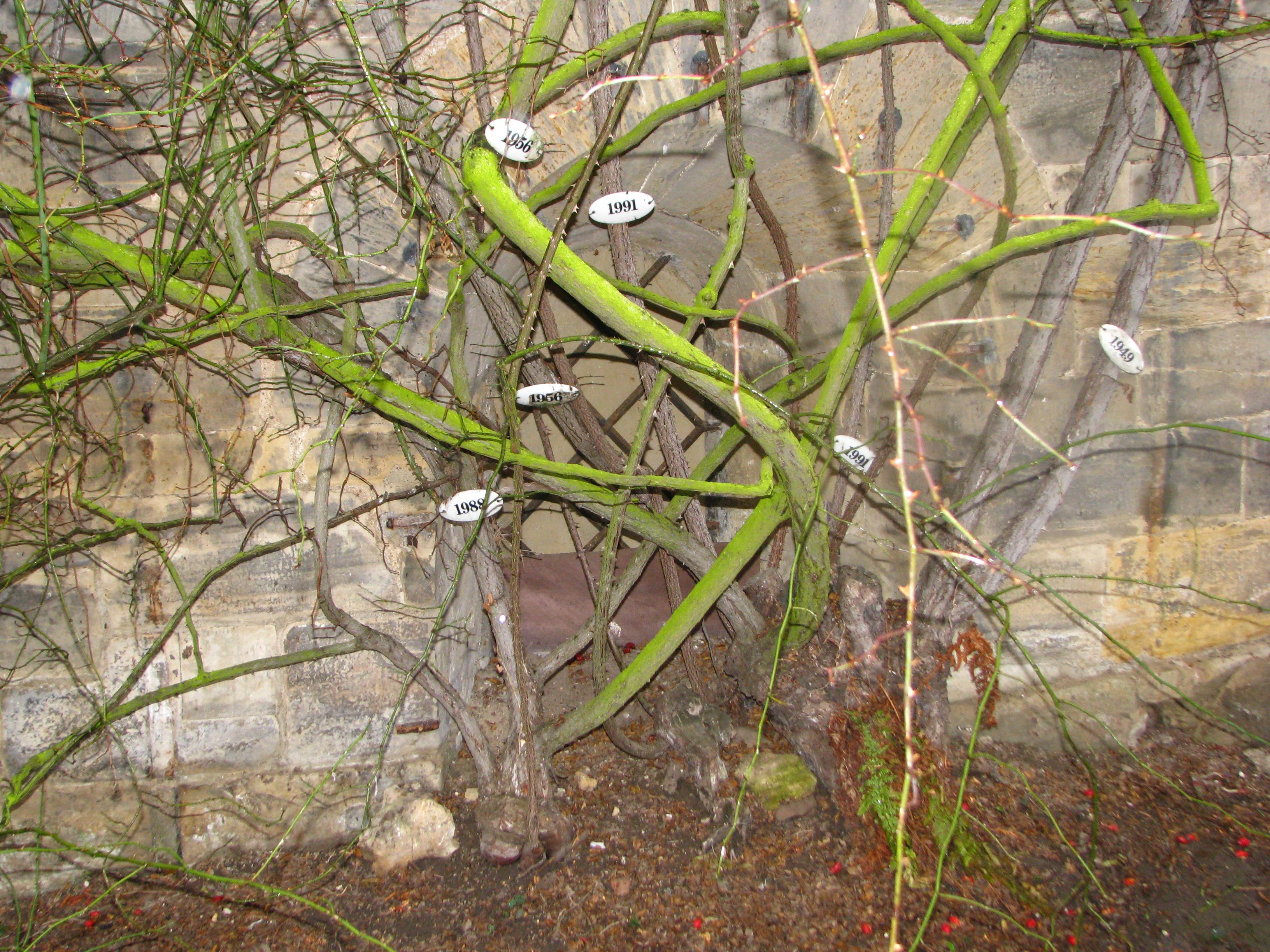
Gốc và các nhánh mọc sau chiến tranh của Bụi Hồng ngàn tuổi

Có lẽ cây bụi này ít nhất được 700 năm tuổi vì nó là một hồng leo loại tầm xuân (Rosa Canina L.), mà mọc dại rất nhiều xung quanh Hildesheim. Nó có khuynh hướng đổi mới liên tục: mầm ngầm có thể hình thành rễ mới và các chồi mới nổi lên. Sự lan truyền thực vật như vậy không ảnh hưởng đến đặc tính của cây. Do đó, nó luôn luôn là cùng một cây, cung cấp các điều kiện tăng trưởng thuận lợi, ngay cả trong thiên niên kỷ. Bụi Hồng ngày nay có chiều cao gần 10 mét, đó là do có các dàn leo. Thông thường các cây hoa hồng như vậy chỉ đạt chiều cao 3 mét và không dựa vào các tòa nhà.

## Lên kết ngoài
- Rosenstock am Hildesheimer Dom bei Monumente Online
- Sagen aus Niedersachsen - Der Rosenstrauch zu Hildesheim bei Projekt Gutenberg-DE